# L'Enfant Plaza (metrostation)
L'Enfant Plaza is een Amerikaans metrostation van de metro van Washington D.C. gelegen in het zuidwesten van het federaal district. Het is het grootste knooppunt van het metronetwerk gelegen zowel aan de Silver, Blue en Orange Line als aan de Yellow en Green Line. Door de kruising van deze twee spoortunnels, en de lijnen die daar samenlopen is het het enige station van het net waar vijf van de zes lijnen elkaar kruisen. Alleen de rode lijn doet het station niet aan.
De gemeenschappelijke tunnel van de gele en groene lijn loopt van noord naar zuid en ligt het hoogst van de twee ondergrondse tunnelpijpen. Het station heeft hier twee perrons aan de zijkanten van de spoortunnel. De west-oost-tunnel van de blauwe, oranje en zilveren lijn is het laagst gelegen en is uitgewerkt met een eilandperron. Roltrappen bieden directe verbindingen tussen deze perrons. Op een gemiddelde dag gebruiken 20.367 personen het metrostation.
Het station, met drie aparte uitgangen, is gelegen aan het kruispunt van Maryland Avenue SW en 7th Street SW. Deze wijk ligt zo'n halve kilometer ten zuiden van de National Mall. Het is een gebied waar veel federale overheidsadministratie is gevestigd maar ook meerdere commerciële centra en een shopping center, La Promenade, direct onder het nabijgelegen plein L'Enfant Plaza. Ook vanuit dit shopping center is er een toegang tot het metrostation. Het metrostation en het plein eren met hun naam Pierre L'Enfant, de Amerikaanse architect van Franse afkomst die het masterplan voor de Amerikaanse hoofdstad reeds in het laatste decennium van de 18e eeuw ontwierp. 
Gekoppeld aan het metrostation is sinds juni 1992 ook een station op de Virginia Railway Express (VREX) voorstadstreinlijn bij L'Enfant Plaza gelegen. Deze bovengrondse lijn dwarst het gebied van west naar oost.

## Nabije omgeving
- Federal Aviation Administration
- United States Department of Education
- United States Department of Housing and Urban Development
- National Transportation Safety Board
- Federal Communications Commission
- United States Department of Energy
- United States Postal Service
- Federal Housing Finance Agency
- Office of the Comptroller of the Currency
- U.S. Immigration and Customs Enforcement
- Arts and Industries Building
- Hirshhorn Museum and Sculpture Garden
- National Air and Space Museum

## Externe link

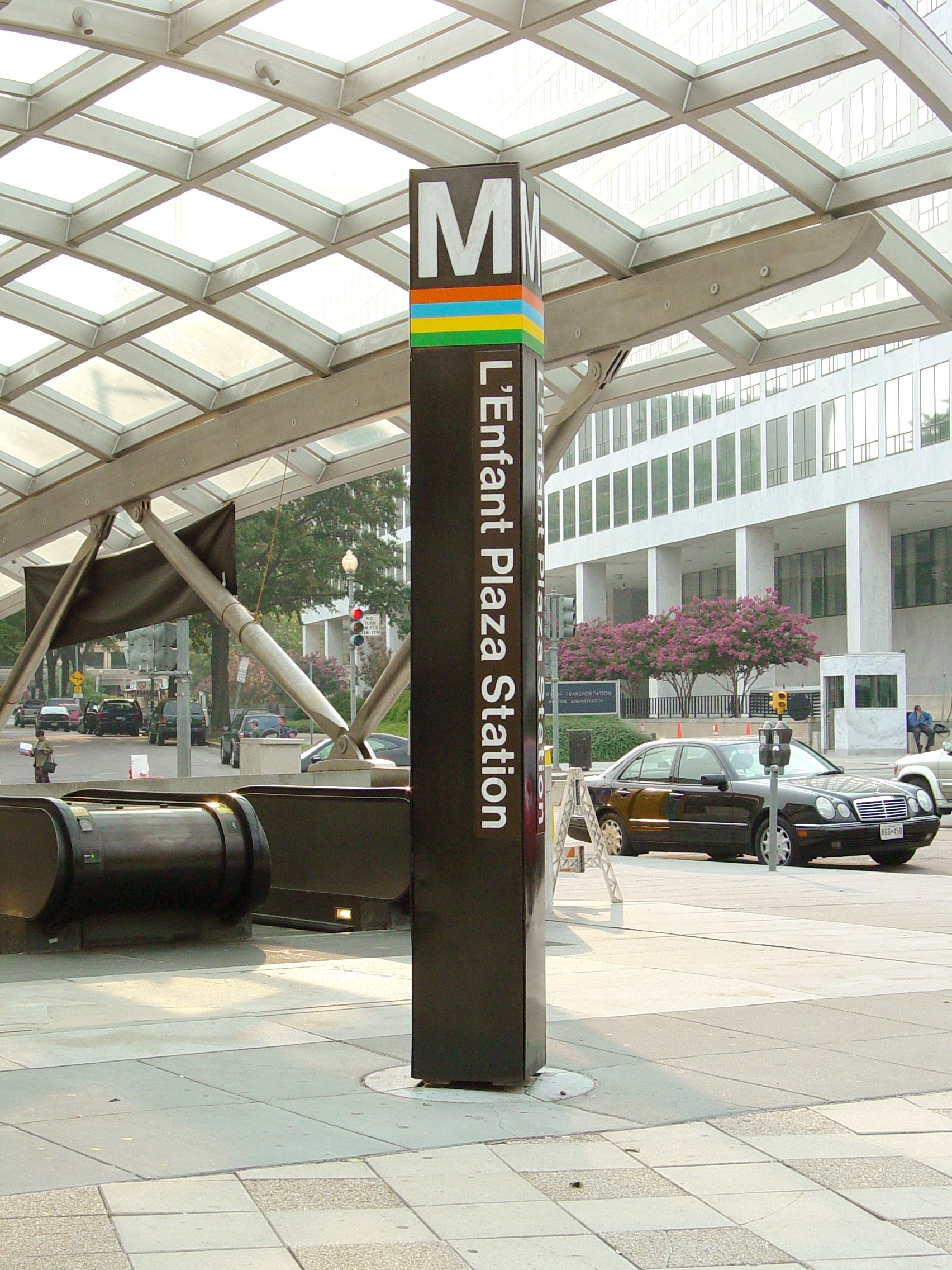
Stationsingang, aan de paal werd in 2014 een zilveren streep toegevoegd, die op deze foto uit 2004 dus nog niet voorkomt